# Louňovice pod Blaníkem
Louňovice pod Blaníkem là một chợ huyện thuộc huyện Benešov, vùng Středočeský, Cộng hòa Séc.